# Daniel Delloy
Daniel Delloy (Steenkerke, 13 december 1944) is een voormalig Belgisch senator.

## Levensloop
Van opleiding technicus, werd Delloy beroepshalve industrieel tekenaar. Tevens werd hij de voorzitter van de Association Socialiste de la Personne Handicapée.
Hij was eveneens politiek actief voor de PS en werd voor deze partij in 1976 verkozen tot gemeenteraadslid van Écaussinnes, waar hij 1977 tot 1982 schepen en van 1983 tot 1994 burgemeester was. In 1995 nam hij ontslag als gemeenteraadslid van deze gemeente.
Van 1987 tot 1991 zetelde hij eveneens in de Belgische Senaat als provinciaal senator voor Henegouwen. Bij de verkiezingen van 1995 was hij kandidaat voor het Waals Parlement, maar werd niet verkozen.

## Bron
- Laureys, V., Van den Wijngaert, M., De geschiedenis van de Belgische Senaat 1831-1995, Lannoo, 1999.